# European Champions Tournament 2000-2001
Il quindicesimo e ultimo European Champions Tournament fu giocato dal 24 aprile al 29 aprile 2001 a Castellón de la Plana, in Spagna, vi parteciparono sei formazioni rappresentanti Russia, Repubblica Ceca, Spagna, Italia, Portogallo e Belgio.
La manifestazione continentale vide la di nuovo la vittoria dei padroni di casa del Playas de Castellón Fútbol Sala che in una finale gremita di pubblico al Pabellon Ciutat de Castelló sconfisse 4-2 i russi della MFK Dina Moskva. La Coppa dei Campioni cessò di esistere per volontà della UEFA patrocinatrice della manifestazione, che dalla successiva stagione organizzò la Coppa UEFA considerata a tutti gli effetti la naturale prosecutrice della Coppa dei Campioni, anche perché fu lo stesso Playas de Castellón Fútbol Sala a "riconfermarsi" vincendo la prima edizione del nuovo trofeo.

## Risultati

### Girone A
| Squadra                            | Pti | PG | PV | PN | PP | GF | GS |
| ---------------------------------- | --- | -- | -- | -- | -- | -- | -- |
| 1. Playas de Castellón Fútbol Sala | 6   | 2  | 2  | 0  | 0  | 20 | 1  |
| 2. Genzano Calcio a 5              | 3   | 2  | 1  | 0  | 1  | 4  | 5  |
| 3. TS Bakov                        | 0   | 2  | 0  | 0  | 2  | 1  | 19 |

| Data     |                     | Gara |          | Risultato |
| -------- | ------------------- | ---- | -------- | --------- |
| 24.04.01 | Playas de Castellon | -    | TS Bakov | 15 - 1    |
| 25.04.01 | TS Bakov            | -    | Genzano  | 0 - 4     |
| 26.04.01 | Playas de Castellon | -    | Genzano  | 5 - 0     |

### Girone B
| Squadra                | Pti | PG | PV | PN | PP | GF | GS |
| ---------------------- | --- | -- | -- | -- | -- | -- | -- |
| 1. MFK Dina Moskva     | 6   | 2  | 2  | 0  | 0  | 7  | 3  |
| 2. Miramar             | 1   | 2  | 0  | 1  | 1  | 2  | 3  |
| 3. Action 21 Charleroi | 1   | 2  | 0  | 1  | 1  | 3  | 6  |

| Data     |             | Gara |                     | Risultato |
| -------- | ----------- | ---- | ------------------- | --------- |
| 24.04.01 | Miramar     | -    | Action 21 Charleroi | 1 - 1     |
| 25.04.01 | Dina Moskva | -    | Action 21 Charleroi | 5 - 2     |
| 26.04.01 | Dina Moskva | -    | Miramar             | 2 - 1     |

## Fase a eliminazione diretta

### Semifinali
| Castellón de la Plana 28 aprile 2001, ore --:--                                   | Playas de Castellón | 6 – 0 (3-0) referto | Miramar | Pabellón Ciutat de Castelló |
| J. Linares 8’ , 22’ Cupim 11’ A. Linares 16’ J. Sánchez 29’ Cáceres 37’ Marcatori |                     |                     |         |                             |
|                                                                                   |                     |                     |         |                             |
| J. Linares 8’, 22’ Cupim 11’ A. Linares 16’ J. Sánchez 29’ Cáceres 37’            | Marcatori           |                     |         |                             |

| Castellón de la Plana 28 aprile 2001, ore --:--                          | Dina Mosca | 3 – 2 (2-2) referto     | Genzano | Pabellón Ciutat de Castelló |
| Verižnikov 19’ Alekberov 20’ Belyj 26’ Marcatori 10’ Ippoliti 11’ Giglio |            |                         |         |                             |
|                                                                          |            |                         |         |                             |
| Verižnikov 19’ Alekberov 20’ Belyj 26’                                   | Marcatori  | 10’ Ippoliti 11’ Giglio |         |                             |

### Finale 3º posto
| Arbitri: | Vicente Comes Aleksej Selikov |

|                              |                      |                         |
| Rogério 9’ Mota 15’ Ivan 18’ | Marcatori            | 7’, 33’, 39’ C. Sánchez |
|                              | Tiri di rigore 3 – 4 |                         |

### Finale
| Castellón de la Plana 29 aprile 2001, ore --:--                                    | Playas de Castellón | 4 – 2 (2-0) referto        | Dina Mosca | Pabellón Ciutat de Castelló |
| J. Linares 12’ , 27’ J. Sánchez 18’ Cupim 31’ Marcatori 34’ Koridze 38’ Verižnikov |                     |                            |            |                             |
|                                                                                    |                     |                            |            |                             |
| J. Linares 12’, 27’ J. Sánchez 18’ Cupim 31’                                       | Marcatori           | 34’ Koridze 38’ Verižnikov |            |                             |